# Система Захарова
Система Захарова — це система нелінійних диференційних рівнянь частинних похідних у математиці, запроваджена  Володимиром Захаровим у 1972 році для опису поширення  плазмових хвиль в іонізованій плазмі. Система складається з комплексного поля u і дійсного поля n таких, що задовольняють рівняння
{\displaystyle i\partial _{t}^{}u+\nabla ^{2}u=un}
{\displaystyle \Box n=-\nabla ^{2}(|u|_{}^{2})}
таким чином поле u задовольняє спряжене рівняння Шредінгера, а n — спряжене рівняння хвилі. Зазвичай задаються початкові дані, {\displaystyle u(0)\in H^{s_{0}}}: початкову позицію, {\displaystyle n(0)\in H^{s_{1}}} і початкову швидкість {\displaystyle \partial _{t}n(0)\in H^{s_{1}-1}} для деяких дійсних {\displaystyle s_{0},s_{1}}.